# 宇陀市立大宇陀中学校
宇陀市立大宇陀中学校（うだしりつ おおうだちゅうがっこう）は、奈良県宇陀市大宇陀拾生にある公立中学校。

## 沿革
- 1947年（昭和22年）4月22日 - 旧松山国民学校の校地で、大宇陀町立大宇陀中学校が開校。
- 1949年（昭和24年）10月18日 - 校舎改築工事が竣工。
- 1950年（昭和25年）11月3日 - 校歌、校旗制定。
- 1965年（昭和40年）2月18日 - 現校舎本館が竣工。
- 2006年（平成18年）1月1日 - 宇陀市発足に伴い、宇陀市立大宇陀中学校と改称。

## 通学区域
宇陀市大宇陀地域（旧大宇陀町域）。以下の2小学校区。
- 宇陀市立大宇陀小学校

## 周辺
- 宇陀市大宇陀地域事務所（旧大宇陀町役場）
- 宇陀市立大宇陀小学校
- 奈良県立大宇陀高等学校
- 大宇陀郵便局
- 宇陀松山 - 重要伝統的建造物群保存地区
- 森野旧薬園
- 本郷の瀧桜（又兵衛桜）
- 道の駅宇陀路 大宇陀
- あきののゆ
- 宇陀川

## アクセス
- 奈良交通・宇陀市営有償バス 大宇陀停留所にて下車
- 国道166号・国道370号沿い

## 通学区域が隣接している学校
- 宇陀市立菟田野中学校
- 宇陀市立榛原中学校
- 桜井市立桜井中学校
- 吉野町立吉野中学校